# 콘스탄티노폴리스의 스테파노스 1세

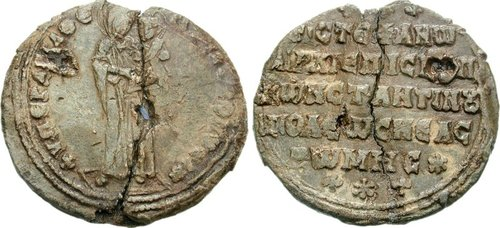
스테파노스 1세 또는 스테파노스 2세의 "새 로마 콘스탄티누폴리스 대주교 스테판"의 납 인장

스테파노스 1세(그리스어: Στέφανος Α΄, 867년 11월 - 893년 5월 18일)는 886년부터 893년까지 콘스탄티누폴리스 총대주교였다.
콘스탄티누폴리스에서 태어난 스테파노스는 에우도키아 잉게리나와 공식적으로 바실레이오스 1세 황제의 아들이었다. 그러나 그가 잉태되었을 당시 에우도키아는 황제 미카엘 3세의 정부였다. 그 결과, 그의 형인 레온 6세처럼 스테파노스는 미카엘의 아들일 가능성이 가장 높다.
바실레이오스 1세에게 거세된 스테판은 수도사가 되어, 어린 시절부터 교회에서 경력을 쌓도록 지정되었다. 886년 그의 형인 새 황제 레온 6세가 총대주교 포티오스를 해임하고 19세의 스테파노스를 대신하여 총대주교로 임명했다.
총대주교인 스테파노스는 콘스탄티누폴리스에 있는 성 사도 교회에 부속된 황실 영묘에서 레온 6세에 의한 미카엘 3세의 장례식에 참여했다. 스테파노스 총대주교와 관련된 중요한 사건은 없으며, 경건함으로 명성을 얻은 총대주교는 893년 5월 25세의 나이로 사망했다. 동방 정교회의 축일은 5월 18일이다.